# 亞西婭·卡列拉
亞西婭·卡列拉（1973年8月6日—），是出生于美國的亞歐混血色情演員，她的父親是日本人，母親是德國人。
卡列拉出生于新澤西州的小銀城（Little Silver），出生時姓名為傑西卡·斯坦豪瑟（Jessica Steinhauser），自幼練習鋼琴，曾兩度作為神童在卡內基音樂廳內演奏。十六歲到日本學院教習英語。十七歲時因為不堪父母對她升學的壓力離家出走，但隨后取得路特格斯大學全獎學金入讀大學。大學以畢業。
卡列拉拍過不下370部色情片，她曾用過的藝名有：Asia Carera、Asia Carerra、Asian Carrera和Jessica Bennett。代表作：《A is for Asia》，她已于2003年宣告退出行業。

## 外部連結
- 卡列拉的官方網址 （页面存档备份，存于）

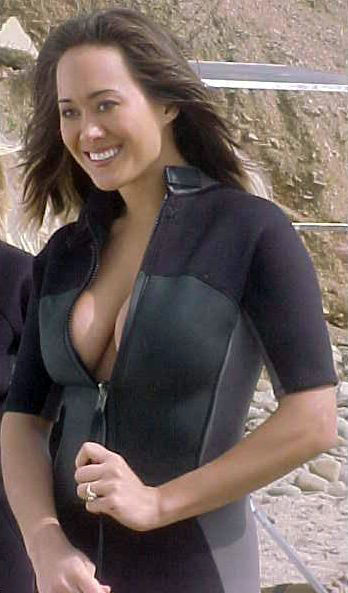
2002年的亞西婭·卡列拉

- 亞西婭·卡列拉（Asia Carrera）在互联网电影资料库（IMDb）上的資料（英文）
- 性感女神－Asia Carrera  （页面存档备份，存于）
- 亞西婭·卡列拉對記者發表感想